# Ölmanäs säteri
Ölmanäs säteri är en herrgård som tidigare var ett säteri, beläget vid Säterivägen i Ölmevalla socken, Kungsbacka kommun.
År 1825 utgjordes mangårdsbyggnaden av en envånings huvudbyggnad av trä med tvåflygelbyggnader och en då nyanlagd trädgård. Flertalet ladugårdsbyggnader var då uppförda av granitsten.
År 1908 brann mangårdsbyggnaden ned och 1912 förstördes ytterligare en av ladugårdsbyggnaderna. Tidigare låg samtliga byggnader samlade vid dagens stora ladugård. Efter branden 1908 kom inspektorsbostaden att tjäna som den huvudsakliga mangårdsbyggnaden.

## Historia
Ölmanäs är omnämnt från 1455 Den först omnämnda på godset är Nils i ”Ølmenes” 1490. År 1552 nämns innehavaren fru Elin, gift med väpnare Lars Ragvaldsson Hierta.
Erik Ollsen på Råö hade broder Gullbrand som var fogde hos Hans Holck i Fjäre härad. År 1563 står Gullbrand Ollsen skriven till Ölmanäs gods. Gullbrand Ollsen deltog i Nordiska sjuårskriget och stupade den 14 september 1565 på Varbergs vall. Hans hustru Anna av släkten Ribbing tog över Ölmanäs gods och fick fyra års skattefrihet på grund av makens död av Fredrik II. År 1586 stod hon tillsammans med sonen Oluf Gullbrandsen för godset. Oluf gifte sig med Anna Olufsdatter Kaffle.
När Oluf Gullbrandsen dog mellan 1600 och 1601 stod godset antecknat som säteri. Godset gick vidare till Gullbrand Ollsens broder Erik Ollsen på Råö och före 1610 till hans son Laurits Eriksen Krabbe.
Efter Laurits död uppstod en tvist om arvet då Peder den äldre, Peder den yngre och Kristen förde talan mot systern Anna gift sig med en man som inte tillhörde frälset och därför inte borde anses berättigad till att ärva en andel av godset. År 1670 går godset i arv till generalmajor Per Hierta med hustrun Märta Lindelöf av Kedom.
De svenska myndigheterna genomförde 1685 en granskning av säterierna förhörde därvid Olof Kante.
Halva godset ägdes efter 1690 av redaren Mickel Mårtensson Lund från Lyngås i Onsala. Den andra hälften ägdes av två döttrar till Kristine Krabbe. Dottern Elisabeth Hjulhammar gifte sig med överstelöjtnant Jonas Månsson adlad Gyllenhammar. Den andra dottern Catharina Hjulhammar gifte sig med löjtnanten Peter Gyllencornett av Horshaga.
Den siste ägaren i släkten Krabbe var Christina dotter till Karin Hjulhammar.
På 1700- och 1800-talen ägdes godset av Christian Gatenhielm, Pontan, de Geer, Ekskjöld och Peter Holmertz. Två döttrar till Holmertz gifte sig med jägmästaren Casimir von Döbeln på Björkholms gård i Veddige.